# 孫士美
孙士美（？—1638年），字公粲，一字澹如，直隸松江府青浦縣人。明朝政治人物。

## 生平
天启元年（1621年）辛酉科應天鄉試举人，授舒城县教谕。崇祯八年（1635年），農民軍犯舒城，知县因事不在，士美代守七十余日，城池得以不失。擢深州知州。崇祯十一年（1638年）冬，清兵入关，士美力守三日，城破，望阙再拜，题诗于芜蒌亭，引刃自刎。父孙讷亦自缢，一家从死者十三人。朝廷追赠太仆寺少卿。清乾隆四十一年（1776年），赐谥烈愍。

## 延伸阅读
[在维基数据编辑]
 《明史卷二百九十一》，出自《明史》